# Estefanía Juan
Estefanía Juan (ur. 7 sierpnia 1981) – hiszpańska sztangistka, dwukrotna mistrzyni Europy w kategorii do 48 kg.
Pierwszy ważny sukces na arenie międzynarodowej odniosła dopiero w 2006 roku, podczas Mistrzostw Europy we Władysławowie, zdobywając złoty medal z wynikiem 185 kg w dwuboju.
Tytuł obroniła rok później, w Strasburgu, tym razem z wynikiem 189 kg w dwuboju.